# Acrocercops orthostacta
Acrocercops orthostacta är en fjärilsart som beskrevs av Edward Meyrick 1918. Acrocercops orthostacta ingår i släktet Acrocercops och familjen styltmalar. Inga underarter finns listade i Catalogue of Life.